# 马克·戴维斯 (天文学家)
马克·戴维斯（英語：Marc Davis，1947年9月8日—），美国天文学家，加州大学伯克利分校天文学和物理学教授。

## 教育经历
1969年，戴维斯获得了麻省理工学院的学士学位。1973年，他获得了普林斯顿大学的博士学位。他当选了美国国家科学院（1991年）和美国文理科学院（1992年）院士。1973-1974年，他在普林斯顿大学任教。1975年至1981年，他担任哈佛大学天文学教师。自1981年起，他成为了加州大学伯克利分校的教师。